# Бабиничи (Витебский район)
Баби́ничи (бел. Ба́бінічы) — агрогородок (до 2007 — деревня) в Витебском районе Витебской области Беларуси. Административный центр Бабиничского сельсовета. Расположен в 12 км к северо-востоку от города и от железнодорожной станции Витебск. Население — 1267 человек (2019).

## География
Агрогородок расположен в 12 км к северо-востоку от центра Витебска, на автомобильной дороге Р112 (Витебск — Сураж). Близ западной оконечности посёлка она пересекается с магистралью М8. В 6 км к северу от Бабиничей протекает Западная Двина.

## История
Впервые упоминается в XVI веке как село в Витебском воеводстве ВКЛ. С середины XVII века принадлежали роду Корсаков.
После первого раздела Речи Посполитой (1772 год) Бабиничи вошли в состав Витебской губернии Российской империи. В 1841 году построена деревянная православная Свято-Николаевская церковь. В 1862 году открыто народное училище, а в 1867 году — церковно-приходская школа. С 1880 года — волостной центр. В XIX веке в селе была построена дворянская усадьба Смирновых (не сохранилась).
С 20 августа 1924 года — центр сельсовета Витебского района. В 1929 году образован колхоз. В 1930 годах разрушена Свято-Николаевская церковь. В декабре 1943 года гитлеровцы уничтожили в деревне 104 двора, убили 7 мирных жителей. 
В деревне Бабиничи Витебского района возле школы стоит небольшой обелиск, под которым похоронен неизвестный солдат из 825-го батальона. Надпись на нём сообщает:
Здесь в годы войны, летом 1943 года, погиб партизан при выполнении боевого задания

## Население
- 1995 год — 294 хозяйства, 734 жителя[2]
- 2009 год — 894 жителя
- 2018 год — 1004 жителя
- 2019 год — 1267 жителей[1]

## Инфраструктура
Бабиничи — центр коммунального унитарного сельхозпредприятия «Падбярэззе». Здесь работают животноводческая ферма, машинный двор. Функционируют школа, детский сад, детская школа искусств, больница, аптека, Дом культуры, библиотека, отделение связи, магазины.

## Культура
- Краеведческий музей ГУО "Бабиничская средняя школа"

## Достопримечательность
- Братская могила (1941—1944) —  Историко-культурная ценность Республики Беларусь, шифр 213Д000263.

### Утраченное наследие
- Свято-Николаевская церковь (1841) — памятник народного деревянного зодчества. Утрачено в 1930-х.